# Edward Doane Swift
Edward Doane Swift, ameriški astronom, * 1871, † 25. september 1935.
Bil je sin Lewisa Swifta (1820 – 1913). Soodkril je komet 54P/de Vico-Swift-NEAT
1. 1 2 3 4 5  Find a Grave — 1996.